# Helmut Redl
Helmut Redl (* 19. Dezember 1950 in Wien; † 21. September 2015 ebenda) war ein österreichischer Pflanzenschutzexperte im Wein- und Obstbau, sowie Hochschullehrer an der Abteilung für Pflanzenschutz an der Universität für Bodenkultur Wien (BOKU).

## Leben
Helmut Redl wurde am 19. Dezember 1950 in Wien geboren. Nach dem Schulabschluss und Ableistung des Präsenzdienstes begann er das Studium der Landwirtschaft an der Hochschule für Bodenkultur in Wien. Während seiner Studienzeit wurde die Hochschule im Jahre 1975 in Universität für Bodenkultur Wien umbenannt. Durch seine Mitarbeit im kleinen elterlichen Betrieb wurde seine lebenslange Begeisterung für den Weinbau geweckt, weshalb er sich auf dieses Gebiet spezialisierte. Nach dem Abschluss seines Diplomstudiums im Jahre 1976 mit der Diplomarbeit Rebschnittversuch bei der Sorte Grüner Veltliner bestand er drei Jahre später sein Rigorosum mit Auszeichnung. Seine Dissertation trug den Titel Erziehungs- und Schnittversuche in einer Weitraumanlage bei der Rebsorte Grüner Veltliner. Im Jahre 1985 erfolgte seine Habilitation. Bereits am 1. Februar 1977 trat er in den Dienst der BOKU, an der er als Universitätsassistent mit dem Forschungsschwerpunkt Pflanzenschutz im Wein- und Obstbau am damaligen Institut für landwirtschaftlichen Pflanzenschutz und forstliche Phytopathologie tätig war. Bis zu seinem Ableben blieb er der in späteren Jahren aufgeteilten Abteilung – er gehörte danach der Abteilung für Pflanzenschutz an – treu. Er leistete wesentliche Beiträge zur Entwicklung der Abteilung und wirkte maßgeblich am Aufbau des Bachelorstudiums Weinbau, Önologie und Weinwirtschaft mit.
Zeitlebens verfasste er unzählige Beiträge in Fachzeitschriften und anderen Medien; hierbei zu erwähnen, sind unter anderem der Der Winzer, in dem er seit den 1970er Jahren publizierte, oder die Mitteilungen Klosterneuburg, in denen er zumindest ab dem Jahre 1980 Fachbeiträge veröffentlichte. Weitere Fachbeiträge veröffentlichte er unter anderem in IAEST-Mitteilungen, Die Wein-Wissenschaft, Erwerbs-Obstbau, Die Bodenkultur, Der Pflanzenarzt, Die österreichische Weinzeitung, Gesunde Pflanzen, VITIS, Der Deutsche Weinbau, Umweltgerechte Weinbautechnik (KTBL-Schrift), Der Weinbau, Besseres Obst, Phyton, Der Förderungsdienst, Beiträge zur Entomofaunistik, Journal of Plant Diseases and Protection, Journal of Plant Nutrition, Materials Science and Engineering C: Biomimetic and Supramolecular Systems, Journal of Aerosol Medicine and Pulmonary Drug Delivery, Tissue Engineering Part A, The Journal of Trauma and Acute Care Surgery oder Journal International des Sciences de la Vigne et du Vin. Des weiten publizierte er zahlreiche Beiträge für wissenschaftliche Veranstaltungen und war damit unter anderem in den 1990er Jahren oftmals bei den Österreichischen Pflanzenschutztagen vertreten. Im Jahre 1996 publizierte er unter anderem die dritte und völlig neu bearbeitete Auflage von Weinbau heute (erstmals im Jahre 1975 von Hans Traxler und Walter Ruckenbauer veröffentlicht). Kurz vor seinem Ableben veröffentlichte er in Zusammenarbeit mit weiteren Personen das Werk Burgenlands Weinbaugebiete und ihr Qualitätspotenzial.
Redl war während seiner gesamten Lehrtätigkeit nebenbei im Weinbau tätig und setzte auf praxisnahe Veranschaulichung. Dies gelang ihm vor allem durch enge Kooperationen mit landwirtschaftlichen Fachschulen, dem weinbaulichen Beratungsdienst und interessierten Betrieben. Bis zuletzt arbeitete am weiteren Ausbau eines Rebschutzprogrammes für die lokalen Bedürfnisse mit dem Schwerpunkt Peronospora, das er selbst entwickelt hatte.
Am 21. September 2015 starb Redl 64-jährig nach schwerer Krankheit; am 2. Oktober 2015 wurde er am Pfarrfriedhof Nussdorf im Familiengrab beerdigt.

## Publikationen (Auswahl)
- Artikel in diversen deutschsprachigen, aber auch internationalen Fachzeitschriften, wie Mitteilungen Klosterneuburg oder Der Winzer

### Bücher (Auswahl)
- Weinbau heute, Graz, Stuttgart, Leopold Stocker Verlag, 1996, 3., völlig neu bearbeitete Auflage
- Burgenlands Weinbaugebiete und ihr Qualitätspotenzial, Wien, Andau, 2014, ISBN 978-3-200-03936-0